# William H. Peirce
William H. Peirce (fallecido en 1944) fue un ingeniero civil y metalúrgico estadounidense, conocido por introducir a principios del siglo XX el convertidor Peirce-Smith (inventado junto con Elias Anton Cappelen Smith), que supuso la culminación de la tecnología de la pirometalurgia del cobre.

## Semblanza
Peirce se incorporó a la Baltimore Copper Smelting & Rolling Company en 1890, convirtiéndose en vicepresidente en 1895 y, más tarde, en presidente de la empresa. Bajo su dirección, la compañía se convirtió en una de las principales productoras de cobre de los Estados Unidos. En 1928, la empresa se fusionó con otras cinco empresas productoras de cobre para crear la Revere Copper Company. Descrito como "uno de los metalúrgicos más importantes de su tiempo", Peirce se convirtió en vicepresidente, director y miembro del Comité Ejecutivo de Revere desde su incorporación en 1928 hasta su renuncia en 1933.

## Invención del convertidor Peirce-Smith

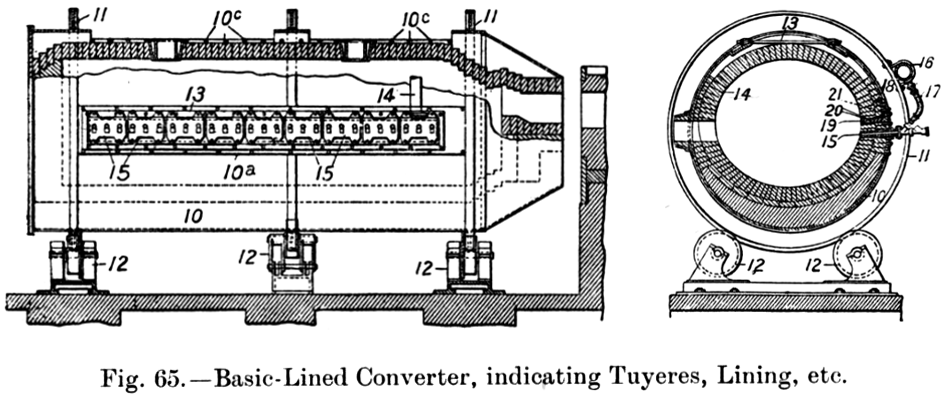
Secciones transversal y longitudinal de un convertidor Peirce-Smith

El convertidor Peirce-Smith, desarrollado en 1908 junto con Elias Anton Cappelen Smith, mejoró significativamente el convertidor de mata de cobre utilizado hasta entonces.
Antes de esta invención, se había generalizado el uso del convertidor Manhès-David, una cuba cilíndrica revestida interiormente con un recubrimiento refractario ácido, hecho de arena y arcilla. Fue desarrollado por dos ingenieros franceses, Pierre Manhès y Paul David de 1880 a 1884. Su proceso de conversión del cobre, conocido como proceso Manhès-David, se inspiró directamente en el convertidor Bessemer. En este reactor químico horizontal se inyectaba aire a la mata de cobre (un material sulfuroso fundido que contiene hierro, azufre y cobre) para convertirla en blíster fundido, una aleación que contiene el 99 % de cobre. Pero la escoria básica producida durante el soplado se combinaba con el revestimiento refractario de sílice ácida, provocando así una vida útil muy corta del revestimiento.
Al desarrollar un material refractario básico adaptado al proceso de refinado de la mata de cobre (empleando ladrillos de magnesia), Peirce y su ingeniero Smith encontraron una manera de aumentar considerablemente la vida útil del revestimiento. Se ha dicho que, en algunos casos, el proceso permitió aumentar de 10 a 2500 toneladas de cobre producido sin necesidad de revestir de nuevo un convertidor. La reducción del costo de conversión del cobre se rebajó de 15–20 dólares a tan solo 4–5.
El convertidor Peirce-Smith reemplazó rápidamente al convertidor Manhès-David: en marzo de 1912, la compañía Peirce-Smith Converting Co afirmó que "más del 80% del cobre producido en [los EE. UU.] se está procesando en convertidores de tipo P-S o en revestimiento básico, bajo licencia, en los antiguos dispositivos que usaban revestimientos ácidos".
Todavía está en uso hoy en día, aunque el proceso ha mejorado significativamente desde entonces. En 2010, con 250 convertidores funcionando en el mundo, los convertidores Peirce-Smith refinan el 90% de la mata de cobre.

## Reconocimientos
En 1931, Peirce, todavía presidente de la Baltimore Copper Smelting & Rolling Co., además de ser Presidente de la Peirce-Smith Converter Company y vicepresidente de la American Smelting & Refining Company', fue galardonado con la medalla James Douglas, por "sus numerosas mejoras en los dispositivos para la fundición, refinación y laminación del cobre".